# Curt Lowens
Curt Lowens, auch Kurt Lowens, geborener Kurt Löwenstein, (* 17. November 1925 in Allenstein, Preußen, Deutsches Reich; † 8. Mai 2017 in Beverly Hills, Kalifornien) war ein deutscher Schauspieler und Überlebender des Holocaust. Seit 1960 spielte er in mehr als 100 Filmen mit.

## Leben
Lowens wurde in einer jüdischen Familie in der ostpreußischen Stadt Allenstein (inzwischen Olsztyn, Polen) geboren. Sein Vater, Alfred Loewenstein, war ein angesehener Rechtsanwalt, dessen Kanzlei durch das Gesetz über die Zulassung zur Rechtsanwaltschaft nach der  Machtergreifung der Nationalsozialisten einbrach. Die Familie zog im Jahr 1936 nach Berlin, entschied sich aber später, Deutschland in Richtung der Vereinigten Staaten zu verlassen. Während sie in Rotterdam auf ihre Ausreise warteten, überfielen die Deutschen Holland. Im Juni 1943 wurde die Familie nach Westerbork gebracht und sollte von dort nach Auschwitz deportiert werden, als sie durch Beziehungen des Vaters überraschend auf freien Fuß gesetzt wurden. Nach der Freilassung ging er in den Untergrund und wurde unter dem falschen Namen Ben Joosten ein aktives Mitglied der Résistance. Im Jahr 1947 immigrierte er zusammen mit seinem Vater und seiner Stiefmutter in die Vereinigten Staaten, wo er Schauspieler wurde. Er spielte in den folgenden Jahren sehr oft deutsche Nationalsozialisten.

## Filmografie (Auswahl)
- 1960: Und dennoch leben sie (La ciociara)
- 1962: Ein sonderbarer Heiliger (The Reluctant Saint)
- 1962: Die vier Tage von Neapel (Le quattro giornate di Napoli)
- 1962: Bei Vollmond Mord (Lycanthropus)
- 1962: Kaiserliche Venus (Venere imperiale)
- 1963: Der Vorgang von Verona (Il processo di Verona)
- 1967: Tobruk
- 1969: Das Geheimnis von Santa Vittoria (The Secret of Santa Vittoria)
- 1970: Gefahr in der Tiefe (The Aquarians)
- 1971: Mephisto-Walzer (The Mephisto Waltz)
- 1973: Trader Horn
- 1975: Die Hindenburg (The Hindenburg)
- 1975, 1979: Barnaby Jones (Fernsehserie, 2 Folgen)
- 1976: Per Saldo Mord (The Swiss Conspiracy)
- 1977: Jenseits von Mitternacht (The Other Side of Midnight)
- 1981: Das Wesen
- 1982: Hart aber herzlich (Hart to Hart, Fernsehserie, Folge 3x13: Kosmetische Operationen)
- 1982: Firefox
- 1983: Sein oder Nichtsein (To Be or not to Be)
- 1986: Das blinde Glück (Fernsehfilm)
- 1988: Helden USA 3 (Operation: Paratrooper)
- 1989: Los Angeles Cop
- 1991: Paid To Kill
- 1992: Spezialeinheit IQ (A Midnight Clear)
- 1993: H.P. Lovecrafts Necronomicon
- 1993: Mandroid
- 1994: Invisible – Die unheimliche Macht (Invisible: The Chronicles of Benjamin Knight)
- 1994: Firehawk – Operation Intercept (Aurora: Operation Intercept)
- 1994: Spacecenter Babylon 5 (Fernsehserie, Folge Angriff der Aliens) (Babylon 5 – Voice in the Wilderness)
- 1997: Dark Moments – Im Angesicht des Todes
- 2005: The Cutter – Diamanten des Todes (The Cutter)
- 2006: Ray of Sunshine
- 2008: Miracle at St. Anna
- 2009: Illuminati